# Воднева, Ирина Сергеевна
Ирина Сергеевна Воднева (род. 1 июля 1994 года) - российская пловчиха в ластах.

## Карьера
Воспитанница новосибирской СДЮШОР по водным видам спорта.  Тренируется у Г.Н. Пеньковой. Многократный призёр чемпионатов мира, Европы и России.
Студентка Новосибирского государственного университета экономики и управления.